# Кашине ди Наполи (Асти)
Кашине ди Наполи је насеље у Италији у округу Асти, региону Пијемонт.
Према процени из 2011. у насељу је живело 30 становника. Насеље се налази на надморској висини од 260 м.